# Harisson Manzala
Harisson Manzala (Aubervilliers, 6 maart 1994) is een Frans Congolees voetballer die bij voorkeur als rechtermiddenvelder speelt. Manzala tekende in januari 2022 een contract voor een half seizoen bij SC Bastia.

## Clubcarrière
Manzala doorliep de jeugd van Asnières, Neuilly Olympique en SC Bastia. In 2012 tekende Manzala een contract bij Le Havre AC en maakte zijn debuut in de Ligue 2. In het seizoen 2016/17 maakte hij de overstap naar Amiens SC waarmee hij de promotie afdwong naar de Ligue 1. Zijn debuut in de Ligue 1 maakte Manzala op 5 augustus 2017 in de met 2–0 verloren wedstrijd tegen Paris Saint-Germain. Zijn eerste doelpunt in de Ligue 1 scoorde hij op 20 november 2017 in de met 3–0 gewonnen wedstrijd tegen Lille OSC. Op 13 juli 2018 tekende Manzala een contract voor vier seizoenen bij Angers.

## Clubstatistieken
| Seizoen     | Club        | Competitie  | Competitie | Competitie | Beker | Beker | Internationaal | Internationaal | Totaal | Totaal |
| Seizoen     | Club        | Competitie  | Wed.       | Dlp.       | Wed.  | Dlp.  | Wed.           | Dlp.           | Wed.   | Dlp.   |
| ----------- | ----------- | ----------- | ---------- | ---------- | ----- | ----- | -------------- | -------------- | ------ | ------ |
| 2012/13     | Le Havre AC | Ligue 2     | 4          | 1          | —     | —     | —              | —              | 4      | 1      |
| 2013/14     | Le Havre AC | Ligue 2     | 13         | 2          | —     | —     | —              | —              | 13     | 2      |
| 2014/15     | Le Havre AC | Ligue 2     | 12         | 1          | 1     | 1     | —              | —              | 13     | 2      |
| 2015/16     | Le Havre AC | Ligue 2     | 20         | 1          | —     | —     | —              | —              | 20     | 1      |
| 2016/17     | Amiens SC   | Ligue 2     | 19         | 5          | —     | —     | —              | —              | 19     | 5      |
| 2017/18     | Amiens SC   | Ligue 1     | 37         | 4          | 1     | 0     | —              | —              | 38     | 4      |
| 2018/19     | Angers SCO  | Ligue 1     | 5          | 0          | 0     | 0     | —              | —              | 5      | 0      |
| Club totaal | Club totaal | Club totaal | 110        | 14         | 2     | 1     | 0              | 0              | 112    | 15     |

Bijgewerkt op 27 september 2018
2 Diallo ·
3 Benhaïm ·
5 Squillaci ·
8 Danic ·
9 Raspentino ·
10 Houri ·
11 Brandão ·
12 Keita ·
13 Koné ·
14 Mostefa ·
15 Oniangué ·
16 Leca ·
17 Peybernes ·
18 Cahuzac  ·
19 Ngando ·
23 Djiku ·
24 Jebbour ·
28 Marange ·
29 Cioni ·
30 Vincensini ·
33 Coulibaly ·
Coach: Printant